# Štěpánka Hilgertová
Štěpánka Hilgertová (Praga, 10 de abril de 1968) é uma canoísta de slalom checa na modalidade de canoagem.

## Carreira
Foi vencedora das medalhas de Ouro em slalom K-1 em Atlanta 1996 e Sydney 2000.